# Are you ready for the country? (Neil Young)
Are you ready for the country? is een lied dat werd geschreven door Neil Young. Samen met de The Stray Gators bracht hij het in 1972 uit op het album Harvest. Dat jaar verscheen het ook op het album Journey through the past bij de gelijknamige documentaire over zijn leven. In de loop van de jaren kwam het nummer vaker terug op albums, waaronder op het livealbum A treasure (2011).

## Tekst en muziek
Aan het nummer van Young is ook pianospel toegevoegd, met hemzelf op de toetsen. Verder vult een slidegitaar de melodie aan. De countryrock-versie van Waylon Jennins kent blazers en neigt enigszins naar de poprock.
De tekst van het nummer is voor veel uitleg vatbaar. Sommigen hebben er een ode aan het plattelandsleven in gezien en anderen verwijzen naar de Koude Oorlog en de dominotheorie.

## Covers
Het nummer werd verschillende malen gecoverd, waaronder door Waylon Jennings die er in 1976 een hit mee had in de countrylijsten van de VS en Canada. Artiesten die het nummer op een album uitbrachten waren bijvoorbeeld Pinmonkey (I've always been crazy - A tribute to Waylon Jennings, 2003), Southern Culture on the Skids (The Kudzu Ranch, 2010), Mark Chesnutt (Outlaw, 2010), Amos Lee (Live from Soho, 2011) en Blitzen Trapper (Live harvest, 2015).

## Waylon Jennings
Waylon Jennings bracht het nummer in 1976 uit op een single en vernoemde ook zijn elpee ernaar die hij toen met dit nummer uitbracht. Jennings versie is een fusion van countryrock met poprock, met fiddles (violen) en blaasinstrumenten. Zijn single belandde in de Amerikaanse en Canadese hitlijsten voor countrymuziek.

### Hitnoteringen
| Jaar | hitlijst                    | pieknotering |
| ---- | --------------------------- | ------------ |
| 1976 | Hot Country Songs (VS)      | 7            |
| 1976 | RPM Country Tracks (Canada) | 3            |